# Dosan
Dosan is een bestuurslaag in het regentschap Siak van de provincie Riau, Indonesië. Dosan telt 854 inwoners (volkstelling 2010).